# وي فت بلس
وي فت بلس (بالإنجليزية: Wii Fit)‏ هي لعبة فيديو من تصميم هيروشي ماتسوناغا من شركة نينتندو عام 2007، لجهاز ألعاب الفيديو المنزلي وي، وتضم مجموعة متنوعة من ألعاب اليوغا وتمارين القوة والتمارين الرياضية وألعاب التوازن المصغرة لاستخدامها مع جهاز وي. وصف ماتسوناغا اللعبة بأنها ”وسيلة للمساعدة في جعل العائلات تمارس الرياضة معًا“. وقد تم اعتمادها منذ ذلك الحين من قبل العديد من النوادي الصحية في جميع أنحاء العالم، واستخدمت في السابق في إعادة تأهيل العلاج الطبيعي لدى الأطفال وفي دور رعاية المسنين لتحسين وضعية الجسم لدى كبار السن.
تلقت اللعبة مراجعات إيجابية بشكل عام، على الرغم من الانتقادات الموجهة إليها بسبب قلة كثافة بعض أنشطتها الرياضية. واعتبارًا من مارس 2022، كانت لعبة Wii Fit ثالث أفضل الألعاب مبيعًا على وحدة التحكم التي لم يتم تعبئتها مع وحدة تحكم، حيث بيع منها 22.67 مليون نسخة.
وي فت بلس (بالإنجليزية: Wii Fit Plus)‏، وهي نسخة محسّنة تضم ألعابًا وأنشطة وميزات إضافية، لجهاز Wii في أكتوبر 2009. وحظيت أيضًا باستقبال إيجابي وحققت نجاحًا تجاريًا؛ واعتبارًا من مارس 2022، أصبحت سابع أفضل لعبة مبيعًا على وي، حيث بيع منها 21.13 مليون نسخة. وقد بيع من كلا الإصدارين معاً ما مجموعه 43.8 مليون نسخة، مما يجعل اللعبة واحدة من أكثر ألعاب الفيديو مبيعاً على الإطلاق.